# أعظم لورد شيطاني يولد من جديد كنكرة
أعظم لورد شيطاني يولد من جديد كنكرة (بالإنجليزية: The Greatest Demon Lord Is Reborn as a Typical Nobody)‏ هي رواية خفيفة يابانية نشرت في أغسطس 2017،تم تحويلها لمانغا نشرت في فبراير 2019 ومن المقرر تحويلها لمسلسل أنمي من إنتاج سيلفر لينك سيعرض في أبريل 2022.